# Сеано (Прато)
Сеано је насеље у Италији у округу Прато, региону Тоскана.
Према процени из 2011. у насељу је живело 5944 становника. Насеље се налази на надморској висини од 46 м.